# هوغو هول
هوغو هول هو دراج كندي، ولد في 27 سبتمبر 1990 في مدينة كيبك في كندا.

## وصلات خارجية
- الموقع الرسمي
- هوغو هول على موقع الاتحاد الدولي للدراجات (الإنجليزية)
- هوغو هول على موقع أرشيف الدراجات (الإنجليزية)
- هوغو هول على موقع إحصائيات الدراجات الإحترافية (الإنجليزية)
- هوغو هول على موقع نسبة الدراجات (الإنجليزية)
- هوغو هول على موقع CycleBase (الإنجليزية)
- هوغو هول على موقع أوليمبيديا (الإنجليزية)
- هوغو هول على موقع اللجنة الأولمبية الكندية (الإنجليزية)